# Westfield (New Jersey)
Westfield is een plaats (town) in de Amerikaanse staat New Jersey, en valt bestuurlijk gezien onder Union County.

## Demografie
Bij de volkstelling in 2000 werd het aantal inwoners vastgesteld op 29.644.
In 2006 is het aantal inwoners door het United States Census Bureau geschat op 29.944, een stijging van 300 (1,0%).

## Geboren
- Charles Addams (1912-1988), cartoonist
- Andrew McCarthy (1962), acteur, filmregisseur, filmproducent en scenarioschrijver.

## Geografie
Volgens het United States Census Bureau beslaat de plaats een oppervlakte van
17,4 km², geheel bestaande uit land.

## Plaatsen in de nabije omgeving
De onderstaande figuur toont nabijgelegen plaatsen in een straal van 4 km rond Westfield.